# Landesregierung von Mecklenburg-Vorpommern

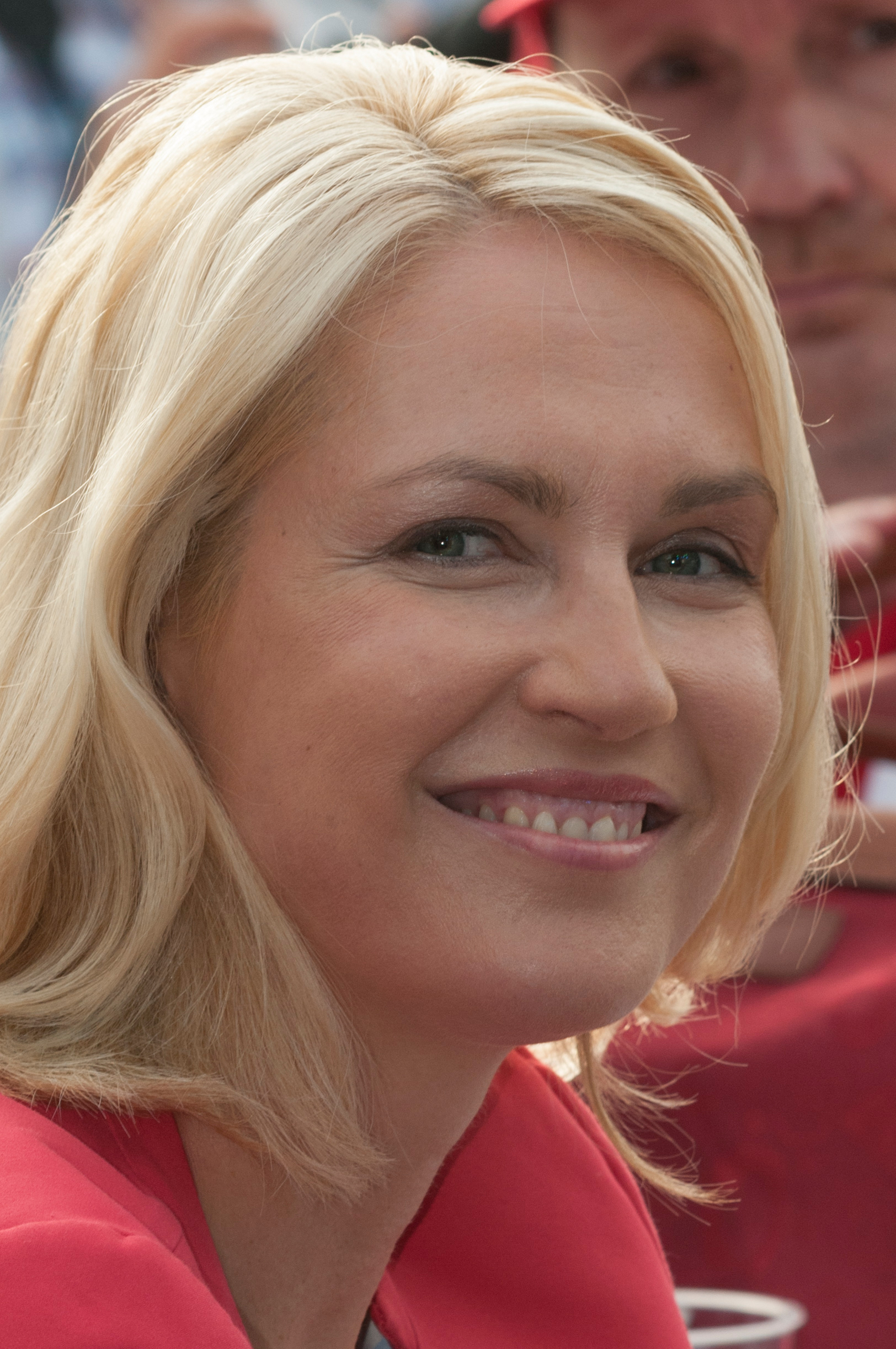
Manuela Schwesig, Ministerpräsidentin seit 4. Juli 2017

Die Landesregierung des Landes Mecklenburg-Vorpommern besteht gemäß Artikel 41 Absatz 2 der Verfassung des Landes Mecklenburg-Vorpommern aus dem Ministerpräsidenten und den Ministern.

## Gesetzliche Bestimmungen
Der Ministerpräsident bestimmt die Richtlinien der Regierungspolitik und trägt dafür die Verantwortung. Er leitet die Geschäfte der Landesregierung nach Maßgabe der Geschäftsordnung. Der Ministerpräsident wird vom Landtag des Landes Mecklenburg-Vorpommern gewählt. Die Minister werden vom Ministerpräsidenten ernannt und entlassen. Der Ministerpräsident bestellt einen Minister zu seinem Stellvertreter.

## Landesregierungen seit 1990
Aufgrund von Landtagswahlen und Regierungsumbildungen amtierten im 1990 wieder hergestellten Land Mecklenburg-Vorpommern bisher folgende Kabinette:
| Ministerpräsident/in    | Regierungsparteien | Amtszeit              | Wahl- periode | Kabinett                |
| ----------------------- | ------------------ | --------------------- | ------------- | ----------------------- |
| Alfred Gomolka (CDU)    | CDU, FDP           | 28.10.1990–19.03.1992 | 1.            | Kabinett Gomolka        |
| Berndt Seite (CDU)      | CDU, FDP           | 19.03.1992–08.12.1994 | 1.            | Kabinett Seite I        |
| Berndt Seite (CDU)      | CDU, SPD           | 08.12.1994–03.11.1998 | 2.            | Kabinett Seite II       |
| Harald Ringstorff (SPD) | SPD, PDS           | 03.11.1998–06.11.2002 | 3.            | Kabinett Ringstorff I   |
| Harald Ringstorff (SPD) | SPD, PDS           | 06.11.2002–07.11.2006 | 4.            | Kabinett Ringstorff II  |
| Harald Ringstorff (SPD) | SPD, CDU           | 07.11.2006–06.10.2008 | 5.            | Kabinett Ringstorff III |
| Erwin Sellering (SPD)   | SPD, CDU           | 06.10.2008–25.10.2011 | 5.            | Kabinett Sellering I    |
| Erwin Sellering (SPD)   | SPD, CDU           | 25.10.2011–01.11.2016 | 6.            | Kabinett Sellering II   |
| Erwin Sellering (SPD)   | SPD, CDU           | 01.11.2016–04.07.2017 | 7.            | Kabinett Sellering III  |
| Manuela Schwesig (SPD)  | SPD, CDU           | 04.07.2017–15.11.2021 | 7.            | Kabinett Schwesig I     |
| Manuela Schwesig (SPD)  | SPD, Die Linke     | 15.11.2021–           | 8.            | Kabinett Schwesig II    |

## Listen der Minister
Die folgenden Listen führen die für einzelne Fachbereiche zuständigen Minister seit 1990 auf:
- Liste der Minister für Arbeit
- Liste der Minister für Bildung
- Liste der Minister für Finanz
- Liste der Minister für Inneres
- Liste der Minister für Justiz
- Liste der Minister für Landwirtschaft
- Liste der Minister für Soziales
- Liste der Minister für Umwelt
- Liste der Minister für Verkehr
- Liste der Minister für Wirtschaft